# Тросси, Карло
Граф Карло Феличе Тросси итал. Count Carlo Felice Trossi (27 апреля 1908 — 9 мая 1949) — итальянский гонщик и автомобильный конструктор. В течение своей карьеры выступал за две команды Mercedes-Benz и Alfa Romeo. Выиграл Гран-при Италии 1947 года и Гран-при Швейцарии 1948 года. Умер в 41 год от опухоли мозга.